# Mád, Borsod-Abaúj-Zemplén
Mád este un sat în districtul Szerencs, județul Borsod-Abaúj-Zemplén, Ungaria, având o populație de 2.432 de locuitori (2011). 

## Demografie
Componența etnică a satului Mád
     Maghiari (97,09%)
     Romi (2,41%)
     Alții (0,49%)
Componența confesională a satului Mád
     Romano-catolici (56,33%)
     Reformați (16,98%)
     Greco-catolici (2,59%)
     Fără religie (1,15%)
     Necunoscută (22,66%)
     Atei (0,29%)
     Alte religii (0,21%)
Conform recensământului din 2011, satul Mád avea 2.432 de locuitori. Din punct de vedere etnic, majoritatea locuitorilor (97,09%) erau maghiari, cu o minoritate de romi (2,41%).  Din punct de vedere confesional, majoritatea locuitorilor (56,33%) erau romano-catolici, existând și minorități de reformați (16,98%), greco-catolici (2,59%) și persoane fără religie (1,15%). Pentru 22,66% din locuitori nu este cunoscută apartenența confesională.